# Coccomyces papillatus
Coccomyces papillatus är en svampart som beskrevs av Sherwood 1978. Coccomyces papillatus ingår i släktet Coccomyces och familjen Rhytismataceae.   Inga underarter finns listade i Catalogue of Life.